# Орден Преподобного Ильи Муромца
О́рден Преподо́бного Илии́ Му́ромца — награда Украинской православной церкви (Московского патриархата), учреждённая Священным синодом Украинской православной церкви 17 апреля 2003 года в память о преподобном Илие Муромце. Имеет три степени отличия.

## Статут ордена

### Основания для награждения
Орденом Преподобного Илии Муромца награждаются работники силовых структур и военнослужащие за личное мужество, отвагу и героизм, выявленные при спасении людей, за выдающийся вклад в укрепление отношений между правоохранительными структурами и Украинской православной церковью, а также руководители и преподаватели военных учебных заведений за воспитание молодёжи в православном духе.

### Порядок представления к награждению
Награждение проводится по представлению правящих архиереев на имя Митрополита Киевского и всея Украины. Вносить предложения о награждении орденом могут также органы законодательной, исполнительной и судебной властей.

### Порядок награждения
Решение о награждении принимается комиссией по награждениям. Награждение орденом осуществляется по благословению Предстоятеля Украинской православной церкви.
Лицу, награждённому орденом, вручаются орден и грамота.
Повторное награждение с вручением одного и того же ордена одной и той же степени не проводится.
Орденом награждаются как граждане Украины, так и иностранные граждане.
Отличие «Ордена Преподобного Илии Муромца» имеет три степени. Самой высокой степенью ордена является I степень.
Награждение орденом производится последовательно, начиная с III степени.

### Порядок вручения
Орден, как правило, вручает Предстоятель Украинской православной церкви или, по его благословению, епархиальный архиерей. Вручение ордена происходит в торжественной обстановке.
Орден носят на правой стороне груди.
В случае потери (порчи) ордена дубликат не выдаётся.

## Описание ордена
Орден Преподобного Илии Муромца имеет три степени (I, II и III степени отличия), которые отличаются оформлением орденских знаков. Лента к знакам ордена не предусмотрена.

### I степень отличия
Знак Ордена Преподобного Илии Муромца I степени изготавливается из латуни и покрывается позолотой (толщина покрытия — 0,2 мк). Отличие имеет форму креста с наложенной восьмилучевой позолоченной звездой. Лучи звезды украшены восемью стразами белого цвета.
В центре звезды размещён медальон с позолоченным рельефным изображением преподобного Илии Муромца.
По кругу медальона размещены надпись: «ПРП ІЛЛЯ МУРОМЕЦЬ».
Фон надписи и стороны креста залиты эмалью тёмно-синего цвета.
На оборотной стороне — застёжка для прикрепления ордена к одежде и выгравированный номер отличия.
Размер ордена между противоположными концами креста — 50×50 мм.

### II степень отличия
Знак Ордена Преподобного Илии Муромца II степени является таким же, как и орден I степени, но только имеет посеребрённую звезду (толщина покрытия — 9 мкм) и не украшен камнями. Фон надписи по кругу медальона и стороны креста залиты эмалью синего цвета.

### III степень отличия
Знак Ордена Преподобного Илии Муромца III степени является таким же, как и орден II степени, но крест и медальон у него посеребрённые.